# Homa Hoodfar
Homa Hoodfar (en persa: هما هودفر‎: هما هودفر) es una antropóloga sociocultural canadiense-iraní, profesora emérita de antropología en la Universidad Concordia de Montreal.
Si bien es reconocida por su trabajo sobre los estereotipos occidentales respecto al uso y significado del velo o hijab, la mayor parte de su trabajo se ha centrado en estudiar la vida pública y los roles adquiridos por las mujeres en las sociedades musulmanas, en particular, cómo los diferentes símbolos e interpretaciones religiosas han sido utilizados para apoyar y reprimir a las mujeres.

## Detención en Irán
En febrero de 2016, Hoodfar viajó a su país de origen, Irán, principalmente por razones personales pero también para continuar con sus investigaciones. En marzo, justo el día anterior a que Hoodfar dejara el país para reencontrarse con su familia en Londres, miembros de los Cuerpos de la Guardia Revolucionaria Islámica allanaron el piso en el que se encontraba y confiscaron sus pertenencias, entre ellas tres pasaportes. Después de tres meses de interrogatorios por parte de los servicios de inteligencia iraní, quedó arrestada a principios del mes de junio. En este punto, su familia, ya había denunciado públicamente su calvario en los medios. En julio de 2016, fue revelado que Hoodfar fue procesada en Irán sin cargos conocidos y fue acusada de “inmiscuirse en el feminismo y asuntos de seguridad”, según fuentes cercanas al gobierno iraní. Sitios web vinculados al gobierno iraní, vinculan su detención a teorías conspirativas diseñadas por gobiernos extranjeros.
La liberación de Hoodfar fue anunciada el 26 de septiembre de 2016 por el portavoz del Ministerio de Asuntos Exteriores de Irán, Bahram Qasemi, a través de la agencia de noticias Fars. Su detención se prolongó durante 112 días.
Durante sus 112 días de encarcelamiento en la prisión de Evin, Hoodfar fue sometida a tortura psicológica durante numerosos interrogatorios por parte de la Guardia Revolucionaria. Según declaró en una entrevista con CBS News tras su liberación, fue amenazada de muerte y le dijeron que podría pasar hasta 15 años en prisión o incluso no ser liberada nunca.

## Otras lecturas
- We Must Pressure Iran to Release Canadian Academic Homa Hoodfar, Newsweek, 26. Junio 2016, por Paul Hoggart
- Free Homa website